# Qaracik Zeyid
Qaracik Zeyid è un comune dell'Azerbaigian situato nel distretto di Xaçmaz. Conta una popolazione di 1 039 abitanti.